# Teneriffia marina
Teneriffia marina is een mijtensoort uit de familie van de Teneriffiidae. De wetenschappelijke naam van de soort is voor het eerst geldig gepubliceerd in 1925 door Hirst.